# Škotska funta
Škotska funta (škotski: Pund Scots) je bila službena valuta Kraljevine Škotske do 1707. godine. Danas je to samo jedan od oblika britanske funte koji se koristi u Škotskoj. Označava se simbolom £, a dijeli se na 100 penija. Omjer britanske i škotske funte je 1:1.
Novčanice izdaje Banka Škotske (Bank of Scotland) u apoenima od 5, 10, 20, 50 i 100 funti.

## Vanjske poveznice
- Banka Škotske